# Racconti della tenda rossa
Racconti della tenda rossa è il primo album in studio del 1991 di Franco Mussida.

## Tracce
1. Voci - 1:45
2. Orizzonti del cuore - 3:39
3. Radici di terra - 4:34 (con Angelo Branduardi & Fabio Concato)
4. La cava di sabbia - 5:23
5. Himalaya - 5:37
6. Dance classique - 3:00
7. La tempesta - 1:48
8. La discesa di Michele - 5:51
9. Porti lontani - 1:17
10. Zanoobia - 5:25
11. Piani paralleli - 1:36
12. Little Marie - 4:05
13. Tenda rossa - 4:29
14. Caffè concerto - 1:32